# Maxine Hong Kingston
Maxine Hong Kingston (kínaiul 湯婷婷) (Stockton, Kalifornia, 1940. október 27. –) kínai-amerikai írónő és professzor emerita (University of California, ill. Berkeley-n, ahol 1962-ben szerzett angol szakon BA diplomát). 
Három regényt és több nem-fikciós művet írt az Egyesült Államokban élő kínai bevándorlók tapasztalatairól. Műveivel, mint a The Woman Warrior, mely a társadalmi nemek és etnicitás kérdését, ill. azok a nők életére gyakorolt hatását tárgyalja, hozzájárult a feminista mozgalomhoz. 
Kingston számos díjat kapott a kínai-amerikai irodalmon belüli érdemeiért, beleértve a Nemzeti könyvdíjat is, melyet 1981-ben China Men című regényéért kapta.

## Fiatalkora
Maxine Hong volt a legidősebb kínai bevándorló szülők hat amerikai születésű gyermeke közül. Apja 1924-ben hagyta el Kínát, és New Yorkba vándorolt; költőként vagy kalligráfusként nem talált munkát, egy mosodában vállalt munkát. Anyja Kínában maradt, és 1939-ben csatlakozott hozzá az Egyesült Államokban.
Hong ösztöndíjas hallgatóként a Berkeley-i Kaliforniai Egyetemre járt, és 1962-ben végzett.

## Karrierje
1976-ban Kingston kiadta első könyvét The Woman Warrior: Memoirs of a Girlhood among Ghosts címmel. Egyesíti a mítoszt, a családtörténetet, a népmeséket és a két egymásnak ellentmondó kultúrán belüli felnőttkori élmény emlékeit. A könyv azonnali kritikai sikert aratott, 1976-ban elnyerte a National Book Critics’ Circle Award-ot szépirodalmi kategóriában. Második emlékiratában, a China Men (1980) Kingston a kínai bevándorlás történetét meséli el a családjában élő férfiak tapasztalatain keresztül. A The Woman Warrior narratív technikáit felhasználva elmeséli a virtuális rabszolgamunkáról, a magányról és a diszkriminációról szóló történeteiket. A China Men elnyerte az Amerikai Könyvdíjat a szépirodalomért. A Tripmaster Monkey: His Fake Book (1989) című filmben a főszereplő – a Walt Whitmanről elnevezett Whittman Ah Sing – egy sajátos 20. századi amerikai odüsszeát mesél el; a könyv ötvözi a keleti és nyugati irodalmi hagyományokat, miközben kiemeli szereplőinek amerikaiságát. A főként versben írt To Be the Poet (2002) című művében Kingston saját múltjának elemeiről, valamint a költészet olvasásának és létrehozásának aktusairól számolt be. A The Fifth Book of Peace (2003) a fikció és a memoár elemeit kínai talk-store módjára ötvözi, amely hagyományban a valós és a képzelt világ elemei egyaránt interpolálódnak. Az I Love a Broad Margin to My Life (2011) egy „verses memoár”.
Kingston verseket, novellákat és cikkeket is publikált. 12 prózai vázlatból álló gyűjteménye, a Hawai’i One Summer (1987) limitált kiadásban jelent meg eredeti fatömbnyomatokkal és kalligráfiával. 1993-tól kezdve Kingston írás- és meditációs műhelysorozatot vezetett a különféle konfliktusok veteránjainak és családjaiknak. Ezekből a műhelyekből származott a Veterans of War, Veterans of Peace (2006), a Kingston által szerkesztett gyűjtemény, amely prózát és verset tartalmaz a háború, a családon belüli erőszak, a kábítószerrel való visszaélés és más traumatikus élmények tapasztalatairól. 2014-ben Kingston megkapta a National Medal of Arts kitüntetést.

## Magánélete
Berkeley-ben találkozott a feltörekvő színésszel, Earll Kingstonnal. 1962 novemberében házasodtak össze, és 1964-ben született egy fiuk. A házaspár 1966–67-ben a Sunset High Schoolban tanított Haywardban, Kaliforniában, majd Hawaiira költözött, ahol a következő 10 évben számos tanári állást töltött be.

## Fordítás
- Ez a szócikk részben vagy egészben a Maxine Hong Kingston című angol Wikipédia-szócikk ezen változatának fordításán alapul.  Az eredeti cikk szerkesztőit annak laptörténete sorolja fel. Ez a jelzés csupán a megfogalmazás eredetét és a szerzői jogokat jelzi, nem szolgál a cikkben szereplő információk forrásmegjelöléseként.